# 魯米利亞

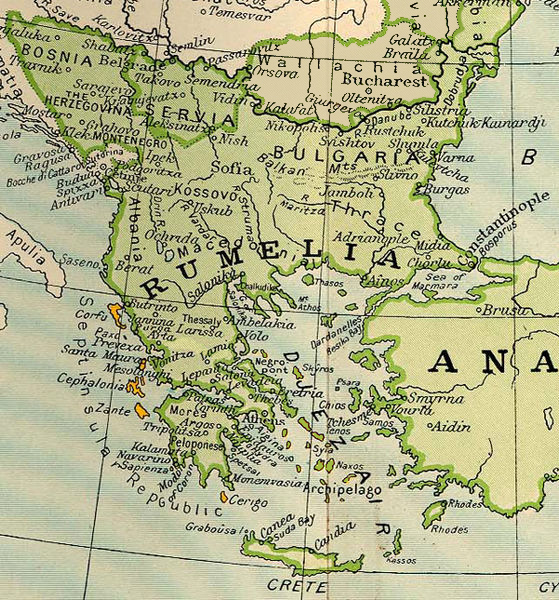
魯米利亞

魯米利亞，也译为羅驀利亞（土耳其語：Rumeli）是鄂圖曼帝國統治下的南巴爾幹地區的土耳其語名稱。意思是「羅馬人的土地」，「羅馬」是指在鄂圖曼帝國統治之前這個地區的東羅馬帝國。在11世紀至12世紀期間，魯米利亞曾也指安那托利亞地區，隨著土耳其人逐漸征服東羅馬帝國而逐漸只指南巴爾幹地區。北部以多瑙河為界。西側是阿爾巴尼亞。南側是伯羅奔尼撒。主要的都市是比托拉。在1870年至1875年的國境變化中，各國均不再使用魯米利亞這個詞彙。1878年的柏林條約中設置了鄂圖曼的自治省東魯米利亞自治省。後併入保加利亞。魯米利亞包括了今日的希臘中部地區、土耳其的伊斯坦布爾以西的地區、保加利亞、北馬其頓共和國。目前大多數時候都用色雷斯來指代這片區域，然而仍然在提及歷史時使用。另外在希臘，魯米利亞是指中希臘地區。